# Paul Abram (peintre)
Paul Abram est un peintre français né le 9 octobre 1854 et mort le 7 septembre 1924 à Douarnenez,,. Il naît au 10 rue de l'Église à Vesoul. Élève de Jean Gigoux, puis de Jean-Léon Gérôme, il est l'un des fondateurs du club littéraire Les Hydropathes.

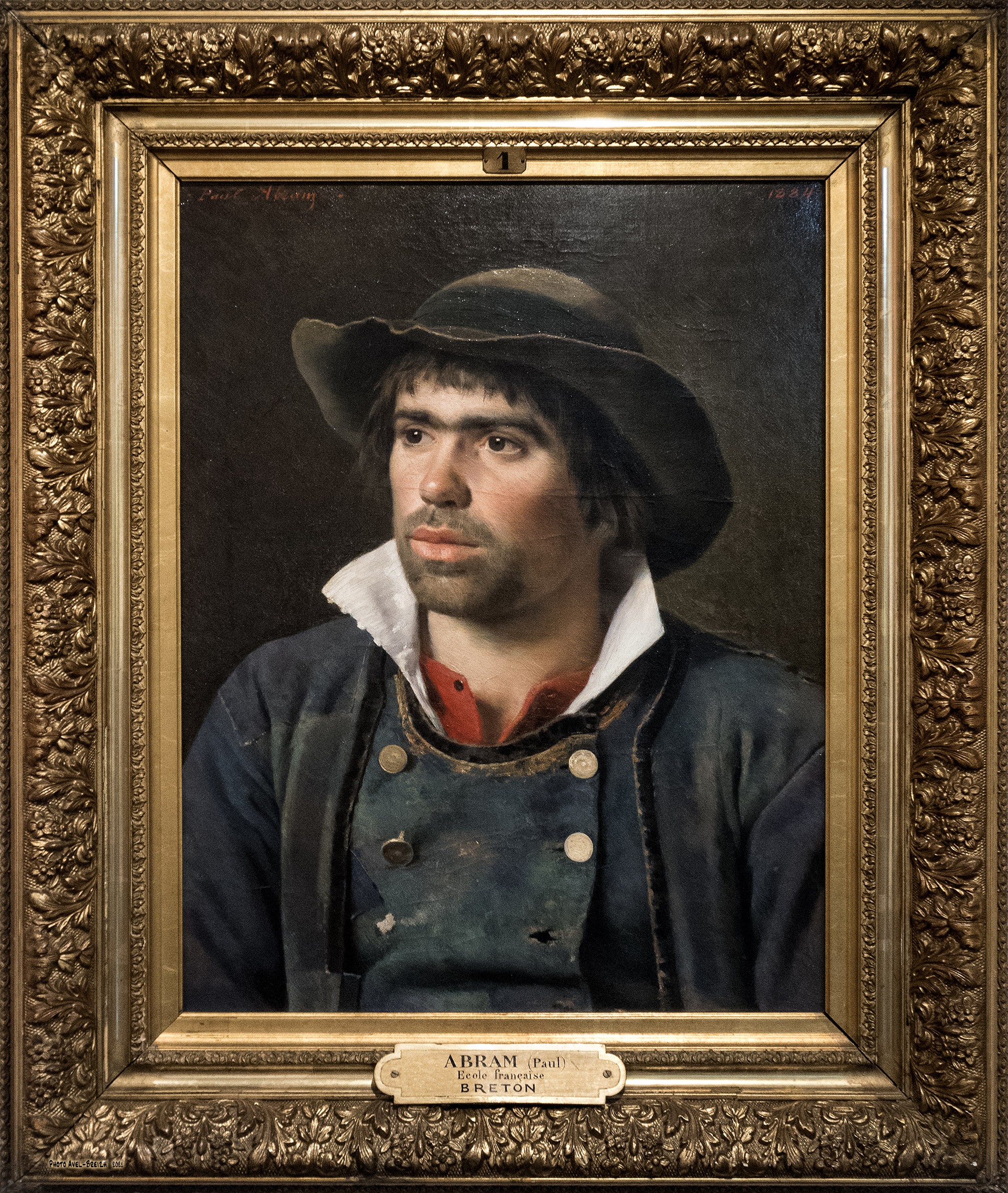
Paul Abram : Jeune paysan breton (1884, Musées municipaux de Rochefort).
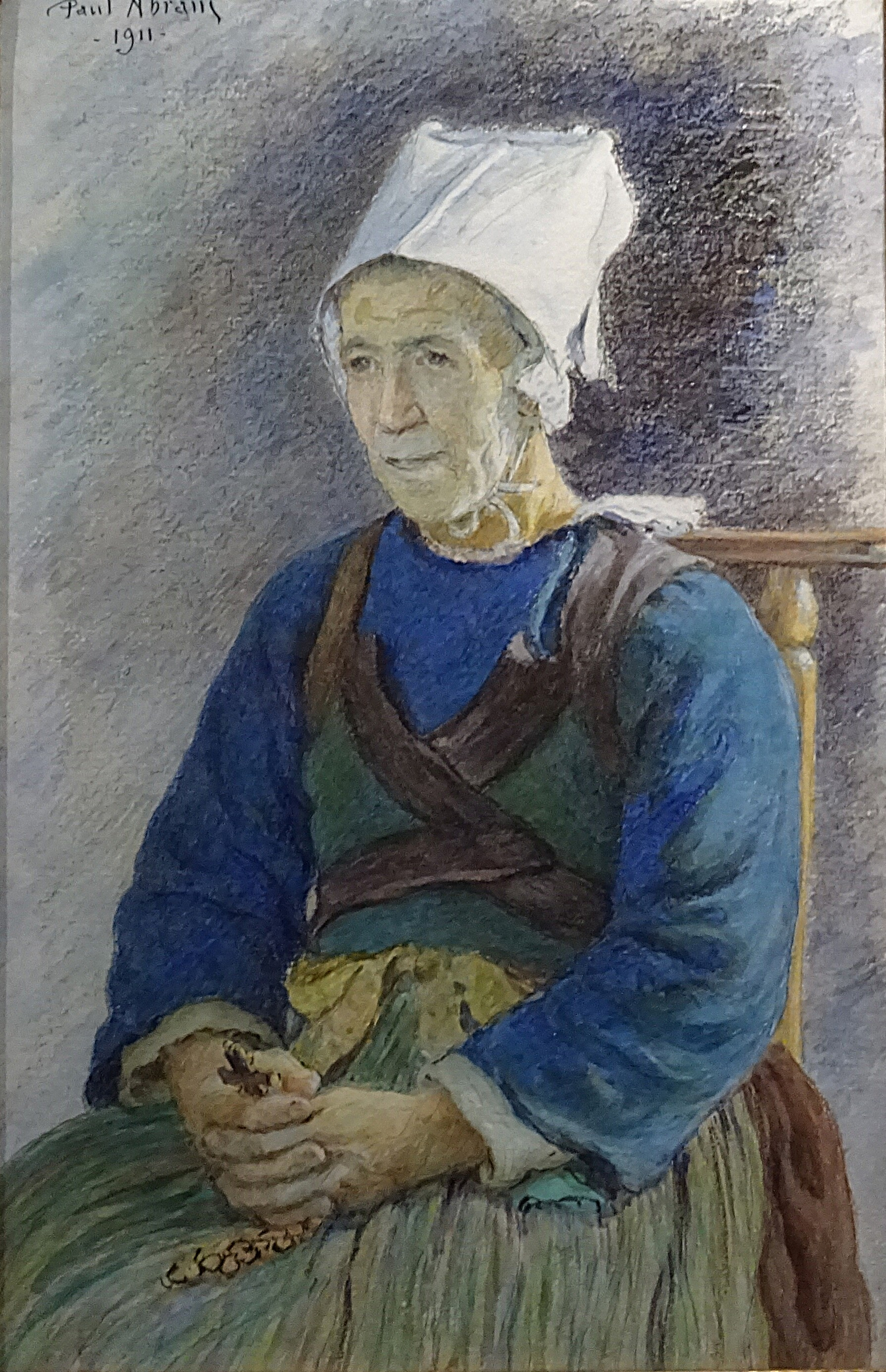
Paul Abram ː Vieille bretonne en prière (1911; pastel sur papier).